# رودغز (بجستان)
رودغز (بالفارسية: رودگز علیا) هي قرية تقع في إيران في قسم بجستان الريفي.